# ليسوم قصير القلم
ليسوم قصير القلم (الاسم العلمي: Illicium brevistylum) هو نوع نباتي يتبع جنس الليسوم من فصيلة الشزندرية.